# Axon-uiteinde

Actiepotentiaaloverdracht vanaf een axon-uiteinde: Neuron A brengt een signaal over naar neuron B
A - presynaptisch neuron
B - postsynaptisch neuron
1 - Mitochondrion
2 - Synaptisch blaasje gevuld met neurotransmitter
3 - Autoreceptor
4 - Synaptische spleet
5 - Receptor die geactiveerd wordt door een neurotransmitter en dan een actiepotentiaal afgeeft
6 - Calciumkanaal
7 - Afscheiding van neurotransmitter door het synaptisch blaasje
8 - Neurotransmitterheropnamepomp

Een axon-uiteinde (ook eindknopje genoemd) is het distale uiteinde van de telodendria (takken) waarin een axon zich uiteindelijk vertakt. Een axon of zenuwvezel is een uitloper van een neuron (zenuwcel), die elektrische impulsen van het cellichaam af geleidt. De impulsen worden naar andere neuronen, spiercellen of klieren overgebracht. Dat gebeurt aan het axon-uiteinde door middel van elektrochemische signalen en neurotransmitters. Nadat deze door synaptische blaasjes zijn afgegeven in de smalle spleet (synaps) die het axon-uiteinde van naburige neuronen scheidt, migreren de neurotransmitters naar de naburige neuronen. Zodra voldoende neurotransmitters de receptoren in het membraan van een van de volgende neuronen hebben bereikt en zijn gebonden, zal het signaal door deze postsynaptische zenuwcel worden doorgegeven via signaaltransductie.

## Neurotransmitterafgifte
De afgifte van neurotransmitters is een snel maar complex proces. Voor aankomst van een actiepotentiaal bij het axon-uiteinde liggen de synaptische blaasjes daar tijdelijk in het cytoplasma opgeslagen. Calciumionen (Ca2+) brengen een biochemische cascade op gang, resulterend in exocytose – een samensmelting van de blaasjes met het presynaptische membraan.
De blaasjes koppelen hiertoe aan bij porosomen in het presynaptische membraan; porosomen zijn gespecialiseerde cupvormige lipoproteïne structuren van 10–15 nm. SNARE-eiwitten in het membraan van de blaasjes bewegen zich van elkaar vandaan, zodat neurotransmitters via het porosoom in de synaptische spleet worden uitgestort en diffunderen. Binnen 180 µs nadat de calciumionen door het calciumkanaal heen in het cytoplasma arriveren, komen de in de blaasjes aanwezige neurotransmitters vrij in de synaps.
|  |  |  |  |